# Beyhan Sultan (figlia di Selim I)
Beyhan Sultan, chiamata anche Peykhan Sultan (turco ottomano: بیحان سلطان, lett. "capo dei Khan"; Trebisonda, 1491 circa – Skopje, 1559), è stata una principessa ottomana, figlia di Selim I e della favorita Hafsa Hatun, e perciò sorella del sultano Solimano il Magnifico.

## Origini
Beyhan nacque a Trebisonda, dall'allora Şehzade Selim, governatore della provincia, e dalla sua favorita crimea Hafsa Hatun, che fu madre di Solimano e prima Valide Sultan dell'impero. 

## Matrimonio
Nel 1512 suo padre, divenuto sultano, la diede in sposa a Ferhad Pasha, ex comandante dei giannizzeri e governatore dell'Egitto. Il matrimonio si rivelò molto felice, ma, a partire dal 1521, con la salita al trono di Solimano, Ferhad iniziò a dare segnali d'insofferenza. Solimano, per amore di Beyhan e grazie all'intercessione di sua madre Hafsa Sultan, perdonò il cognato, ma nel 1524 questi reiterò il suo comportamento e questa volta, malgrado le suppliche della sorella e della madre Solimano lo fece giustiziare per tradimento e ribellione. 
Il dolore di Beyhan fu immenso, tanto da ripudiare la sua famiglia di nascita. 
Qui le fonti divergono: secondo alcuni Beyhan rifiutò di risposarsi e si ritirò in esilio a Skopje fino alla morte, secondo altri Solimano, preoccupato per la ribellione della sorella, la obbligò ad un nuovo matrimonio con Mehmed Pasha. 

## Morte
Beyhan morì intorno al 1559 nel suo palazzo a Skopje e fu sepolta nella moschea di suo padre, la Moschea di Yavuz Selim. 

## Discendenza
Beyhan ebbe almeno due figli da Ferhad: 
- Esmehan Hanımsultan[2]. Sposò Koca Sinan Pasha ed ebbe un figlio, Mehmed Pasha, e tre figlie, Emine Hanım, Hatice Hanım e Hüma Hanım.
- Almeno un altro figlio: documenti relativi all'esecuzione di Ferhad Pasha citano dei figli di lui e Beyhan quando parlano del dolore della sua famiglia, ma senza specificarne il nome, il numero o il sesso.

## Cultura di massa
- Nella serie TV storica Il secolo magnifico, Beyhan è interpretata dall'attrice turca Pınar Çağlar Gençtürk.

## Fonti
- Uluçay, M. Çağatay (1992). Padişahların kadınları ve kizları . Ötüken.
- Peirce, Leslie P. , The Imperial Harem: Women and Sovereignty in the Ottoman Empire, Oxford University Press , 1993,ISBN  0-19-508677-5